# Лаос на летних Олимпийских играх 2012
Лаос на летних Олимпийских играх 2012 будет представлен в двух видах спорта.

## Результаты соревнований

#### Плавание
Спортсменов — 1
В следующий раунд на каждой дистанции проходят лучшие спортсмены по времени, независимо от места занятого в своём заплыве.
Мужчины
| Соревнование       | Спортсмен          | Предварительные заплывы | Предварительные заплывы | Полуфиналы           | Полуфиналы           | Финал                | Финал                |
| Соревнование       | Спортсмен          | Результат               | Место                   | Результат            | Место                | Результат            | Место                |
| ------------------ | ------------------ | ----------------------- | ----------------------- | -------------------- | -------------------- | -------------------- | -------------------- |
| 50 м вольный стиль | Пхатхана Интхавонг | 28,17                   | 56                      | Завершил выступление | Завершил выступление | Завершил выступление | Завершил выступление |

### Лёгкая атлетика
Спортсменов — 2
Мужчины
| Дисциплина | Спортсмен            | Предварительный раунд | Предварительный раунд | Четвертьфиналы | Четвертьфиналы | Полуфиналы | Полуфиналы | Финал     | Финал |
| Дисциплина | Спортсмен            | Результат             | Место                 | Результат      | Место          | Результат  | Место      | Результат | Место |
| ---------- | -------------------- | --------------------- | --------------------- | -------------- | -------------- | ---------- | ---------- | --------- | ----- |
| 100 м      | Килаконе Сипхонексай |                       |                       |                |                |            |            |           |       |

Женщины
| Дисциплина | Спортсмен         | Предварительный раунд | Предварительный раунд | Четвертьфиналы | Четвертьфиналы | Полуфиналы | Полуфиналы | Финал     | Финал |
| Дисциплина | Спортсмен         | Результат             | Место                 | Результат      | Место          | Результат  | Место      | Результат | Место |
| ---------- | ----------------- | --------------------- | --------------------- | -------------- | -------------- | ---------- | ---------- | --------- | ----- |
| 100 м      | Лаенли Пхутхавонг |                       |                       |                |                |            |            |           |       |